# Frédo Gardoni
Pour les articles homonymes, voir Gardoni.
Frédo Gardoni, pseudonyme de Celeste Gardoni, est un accordéoniste et compositeur né à Naters (Suisse) le 10 janvier 1902 et mort à Nice le 19 février 1976.

## Biographie
Frédo Gardoni commence sa carrière en jouant de l'accordéon dans des bals parisiens. Dans les années 1920, il accompagne Mistinguett, Maurice Chevalier et il enregistre un grand nombre de disques de musette pour Pathé. 
En 1931, il apparait dans son propre rôle dans le film Hardi les gars ! réalisé par Maurice Champreux,.

Il interprète de nombreuses chansons officielles du Tour de France, dont P'tit gars du Tour en 1932, Et vas-y Théophile ! en 1934, Le Maillot jaune en 1936 et La Fleur au guidon en 1937. 
La chanson Maréchal, nous voilà !, créée en 1941, présente une « ressemblance frappante » avec, entre autres, La Fleur au guidon
Il apparaît dans quelques films dans les années 1930 : Dix minutes de café-concert de René Bussy (1931), Conscience de Robert Boudrioz (1935) et Un soir de bombe de Maurice Cammage (1935).
En 1940, il compose On prend l'café au lait au lit avec Pierre Dudan.

## Discographie partielle
- Istanbul, EMI, 2003